# داهو

داهو شهری در شهرستان فارا در استان باله در بورکینافاسوی جنوبی است و جمعیت آن ۶۴۷ نفر است.